# مریم‌گلی ارغوانی
مریم‌گلی ارغوانی (نام علمی: Salvia purpurea) نام یک گونه از سرده مریم‌گلی است.